# Can Pellicer
Can Pellicer és una obra de Cervià de Ter (Gironès) declarada bé cultural d'interès nacional.

## Descripció
És una masia situada dins el nucli urbà de Cervià de Ter, a l'oest del Castell de Cervià. És de planta quadrangular i presenta finestrals clàssics i una porta d'accés d'arc de mig punt adovellada situada a la façana lateral. Sobre aquesta porta hi ha una finestra espitllerada. Segurament aquesta façana era la principal de la masia.